# Nazionale maschile di hockey su prato del Ghana
La nazionale di hockey su prato del Ghana è la squadra di hockey su prato rappresentativa del Ghana.

## Partecipazioni

### Mondiali
- 1971 – non partecipa
- 1973 – non partecipa
- 1975 – 12º posto
- 1978 – non partecipa
- 1982 – non partecipa
- 1986 – non partecipa
- 1990 – non partecipa
- 1994 – non partecipa
- 1998 – non partecipa
- 2002 – non partecipa
- 2006 – non partecipa
- 2010 – non partecipa
- 2014 – non partecipa
- 2018 – non partecipa

### Olimpiadi
- 1908-2008 - non partecipa

### Champions Trophy
- 1978-2008 – non partecipa

### Hockey African Cup of Nations
- 2009 - 3º posto